# Fontura

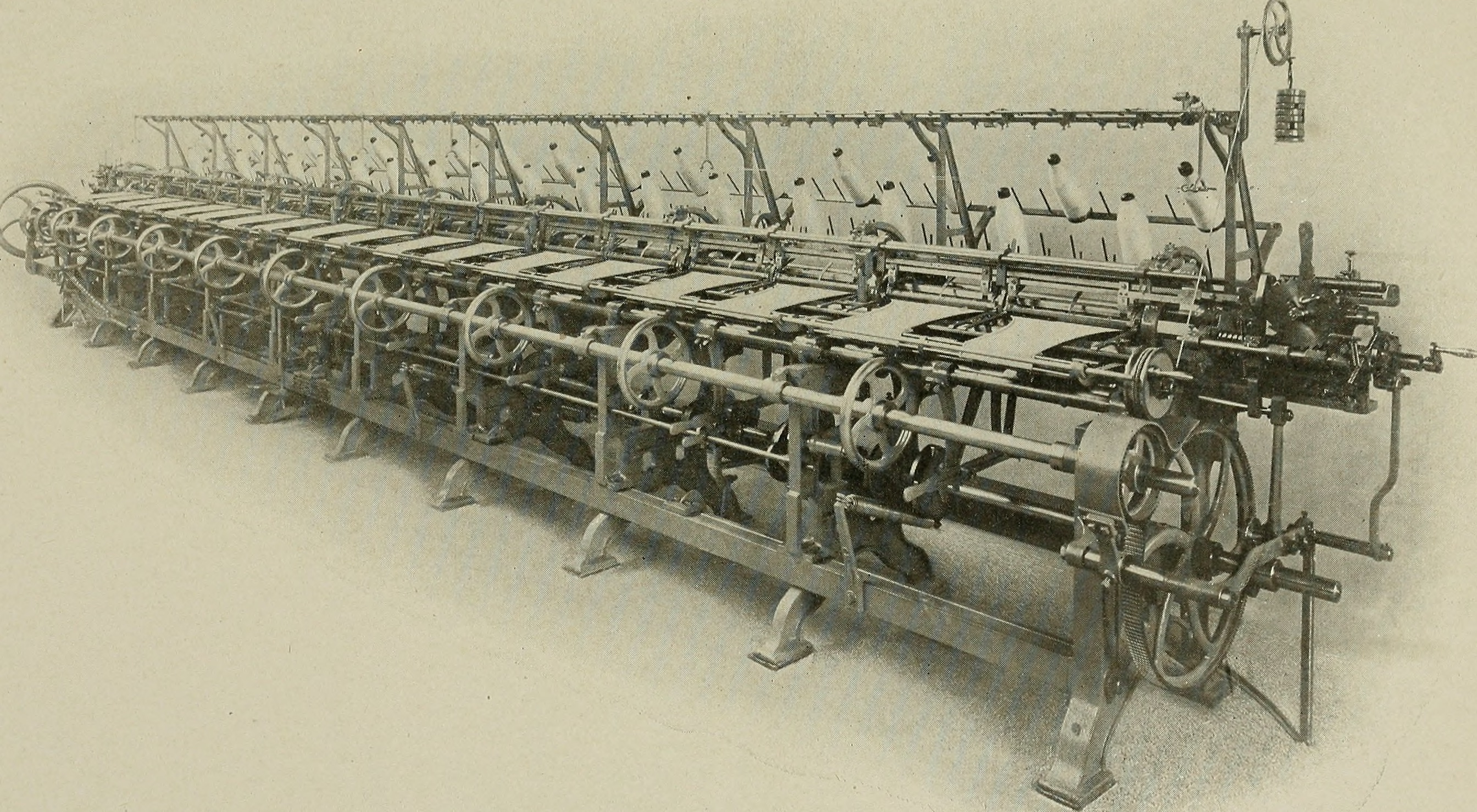
Kotonový stroj z roku 1911 s 18 fonturami

Fontura je pracovní orgán pletacího stroje. Označení se používá pro:
- jehelní lůžko s jehlami, platinami a pomocnými elementy, které se na něm nachází. Fontura může být plochá, okrouhlá, případně ve tvaru cylindru. Stroje se staví s jednoduchou nebo s dvojitou fonturou (symetricky uložená jehelní lůžka).[1]

Stroje s dvojitou fonturou jsou zařízení se dvěma jehelními lůžky, která společně zhotovují pleteninu. K výrobě  oboulícních pletenin je tato konstrukce nezbytná. V 21. století jsou s touto variantou známé jak zátažné, tak i osnovní pletací stoje.
Nepatří k nim tzv. twin osnovní stroje se dvěma jehelními lůžky, která nezávisle na sobě zhotovují dvě pleteniny. 
- pletací hlavu (vývod) na kotonovém stávku. Na jednom stroji může být až 40 fontur.[4] [5]